# The Three Strangers
The Three Strangers is een kort verhaal van de Engelse schrijver Thomas Hardy, dat hij voltooide in maart 1883. Het verscheen eerst, zoals destijds gebruikelijk, in een of meer literaire tijdschriften. In dit geval ging het om het Engelse blad Longman's Magazine en het Amerikaanse Harper's Weekly. Hardy nam het verhaal op in zijn in 1888 verschenen bundel Wessex Tales. Het is het eerste van de zeven verhalen in de uiteindelijke versie van de bundel die werd gepubliceerd in 1912.
Het komische verhaal speelt zich af, zoals de titel van de bundel aangeeft, in het fictieve graafschap Wessex waar de meeste van Hardy's verhalen en romans zijn gesitueerd. De verhalen in de bundel spelen zich grotendeels af ruim voor de tijd waarin ze werden geschreven. Dit verhaal is te plaatsen in de jaren 30 van de 19e eeuw. De locatie is een eenzame plaats, waar in de directe omgeving geen andere huizen zijn, maar niettemin op de betrekkelijk korte afstand van ongeveer drie mijl van Casterbridge, in Hardy's Wessex de aanduiding voor Dorchester in het graafschap Dorset, waar de schrijver zelf woonde.

## Het verhaal
Higher Crowstairs is het huis van een schaapherder en zijn vrouw, waar op een regenachtige avond een feest plaatsvindt ter gelegenheid van de geboorte en de doop van hun beider kind. Negentien mensen zijn te gast en de goedmoedige herder en zijn spaarzame vrouw doen hun best het gezelschap te vermaken met een afwisseling van dans, zang, conversatie en de nodige versnaperingen.
In de loop van de avond dient zich echter een doorweekte vreemdeling aan, die beschutting zoekt voor de niet aflatende regen. Hij wordt welkom geheten en mengt zich als een joviale gast in het gezelschap, zich terugtrekkend bij het vuur, waar hij zich tegoed doet aan de drank en de tabak van de gastheer. Niet veel later klopt een tweede ongenode gast aan, die eveneens wordt verwelkomd en zich eveneens de drank goed doet smaken. Gevraagd naar zijn bezigheden houdt hij zich aanvankelijk op de vlakte maar, gesterkt door de drank, heft hij enige tijd later een lied aan waaruit het gezelschap opmaakt dat hij een beul is die de volgende ochtend in Casterbridge een taak heeft te volbrengen: een gevangene is ter dood veroordeeld wegens het uit armoede stelen van een schaap. Zijn lied wordt overigens hartelijk in de refreinen ondersteund door de eerder gearriveerde vreemdeling en de twee kunnen het kennelijk goed met elkaar vinden. Kort daarop dient een derde vreemdeling zich aan. Bij de deur neemt hij in kennelijke staat van verbijstering het tafereel en het gezang van de beul in zich op en gaat er als een haas vandoor.
Dan klinkt er in de verte, uit de richting van de stad, een schot. Dit is voor de tweede gast een duidelijk teken: het is een alarm voor een uit de gevangenis ontsnapte misdadiger. Als er meerdere schoten klinken wordt de urgentie duidelijk, evenals de identiteit van de ontsnapte: dat moet de zenuwachtige derde gast zijn geweest die zo haastig op de vlucht sloeg. Een van de aanwezige gasten blijkt een politieman, die door de beul wordt gesommeerd de leiding te nemen van een zoekactie waar de andere mannen ook aan moeten deelnemen. Het hele mannelijke deel van het gezelschap stort zich op de zoektocht, terwijl de vrouwen de bovenverdieping opzoeken om de wakkergeschrokken baby te troosten en te bewonderen. Kort hierop keren de eerste en tweede vreemdeling terug in het huis. Zij hebben zich strategisch teruggetrokken uit de zoektocht omdat zij er de voorkeur aan geven zich tegoed te doen aan de nog aanwezige drank en het uitgestalde voedsel. Voldaan gaan zij ieder huns weegs, in tegenovergestelde richting. Inmiddels heeft de zoektocht van de mannen resultaat opgeleverd: de verdachte wordt gevankelijk teruggevoerd naar het huis, waar hij wordt overgedragen aan de opgedraafde autoriteiten. Dan blijkt echter dat de opgebrachte man in het geheel niet de gezochte ontsnapte gevangene is, maar diens broer, die onderweg was geweest om de executie bij te wonen. Bij zijn entree in het huis was hij volkomen in de war geraakt omdat hij zowel zijn broer (de eerste gast) als diens beul tezamen in de kamer zag.
De door de autoriteiten uitgevaardigde opdracht om te zoeken naar de ontsnapte gevangene leidt echter tot niets: hoe men ook 'zoekt', de man wordt niet gevonden...